# Wanja Lundby-Wedin
Wanja Elisabeth Lundby-Wedin, folkbokförd Vanja Elisabeth Lundby Vedin, född 19 oktober 1952 i Enskede, Stockholm, är en svensk kyrkopolitiker (Socialdemokraterna). Hon var LO:s ordförande från 2000 till 2012. Som LO:s styrelseordförande ingick hon även i Socialdemokraternas verkställande utskott.

## Biografi
Lundby-Wedin föddes som äldsta dotter av tre till lastbilschauffören Bosse Lundby och Ingrid Lundby, som var hemmafru, och växte upp i Enskede. Lundby-Wedin har beskrivit sin uppväxt som fattig men kärleksfull och där den kristna tron spelade en viktig roll. När hon var 14 år praktiserade hon på Damernas värld, men kom sedan inte in på gymnasiet och kunde därmed heller inte bli journalist som hon önskade. Efter att ha haft timvikariat vid Högdalen utbildade hon sig till undersköterska och började vid Danderyds sjukhus, där hon också fick sitt första fackliga uppdrag som arbetsplatsombud. Hon träffade sin make Lennart Wedin, vid IF Metall, via facket. De gifte sig 1981 och har senare fått två barn, Hannah och Johan, den senare är idag präst inom Svenska kyrkan. 
1981 anställdes hon som ombudsman i Kommunals Stockholmsavdelning och 1987 började hon på förbundsexpeditionen som chef för miljöenheten. 1994 kom hon till LO, där hon blev dess första kvinnliga ordförande 2000.
2007 valdes hon till ordförande för den Europeiska fackliga samorganisationen, där hon var ordförande fram till 2011 när mandatperioden gick ut. 
Lundby-Wedin har flera olika styrelseuppdrag, bland annat i försäkringsbolaget Folksam.
Wanja Lundby-Wedin blev under vintern och våren 2009 omskriven och omdiskuterad för ett par medialt mycket uppmärksammade frågor. Den 23 mars 2009 framkom det att hon som styrelseledamot i AMF Pension hade varit med om att godkänna att företagets tidigare VD, Christer Elmehagen, hade ett pensionsavtal, totalt var värt cirka 60 miljoner kronor, från AMF. Wanja Lundby-Wedins ställning ifrågasattes, men företrädare för samtliga LO-distrikt uttalade den 6 april ett enhälligt stöd för att hon skulle stanna som ordförande.

## Kyrkopolitiska uppdrag
I valet 2013 till Svenska kyrkans högsta beslutande organ kyrkomötet var Lundby-Wedin den person som fick flest personröster. Hon valdes senare till första vice ordförande i kyrkostyrelsen för perioden 2014–2017. Eftersom ärkebiskopen är självskriven ordförande i kyrkostyrelsen är Lundby-Wedin den högsta representanten där för den demokratiska grenen av den dubbla ansvarslinjen. Hon omvaldes till detta uppdrag efter kyrkovalet 2017.